# Димитър Коларов
Димитър Андонов Коларов е български общественик, културен деец и народен певец от Македонската фолклорна област.

## Биография
Роден е в 1937 година в българския източномакедонски град Петрич. Развива широка културна дейност в родния си град и дълги години работи в Народно читалище „Братя Миладинови – 1914“ и е уважаван общественик в града. Става известен като изпълнител на химна на Петрич „Южен край“. Особена популярност придобива дуетът му с народната певица Атанаска Димитрова.
Награден е с отличието заслужил артист и става почетен гражданин на Петрич.
Умира на 13 юни 2019 година в Петрич.